# Altes Rathaus (Mödling)

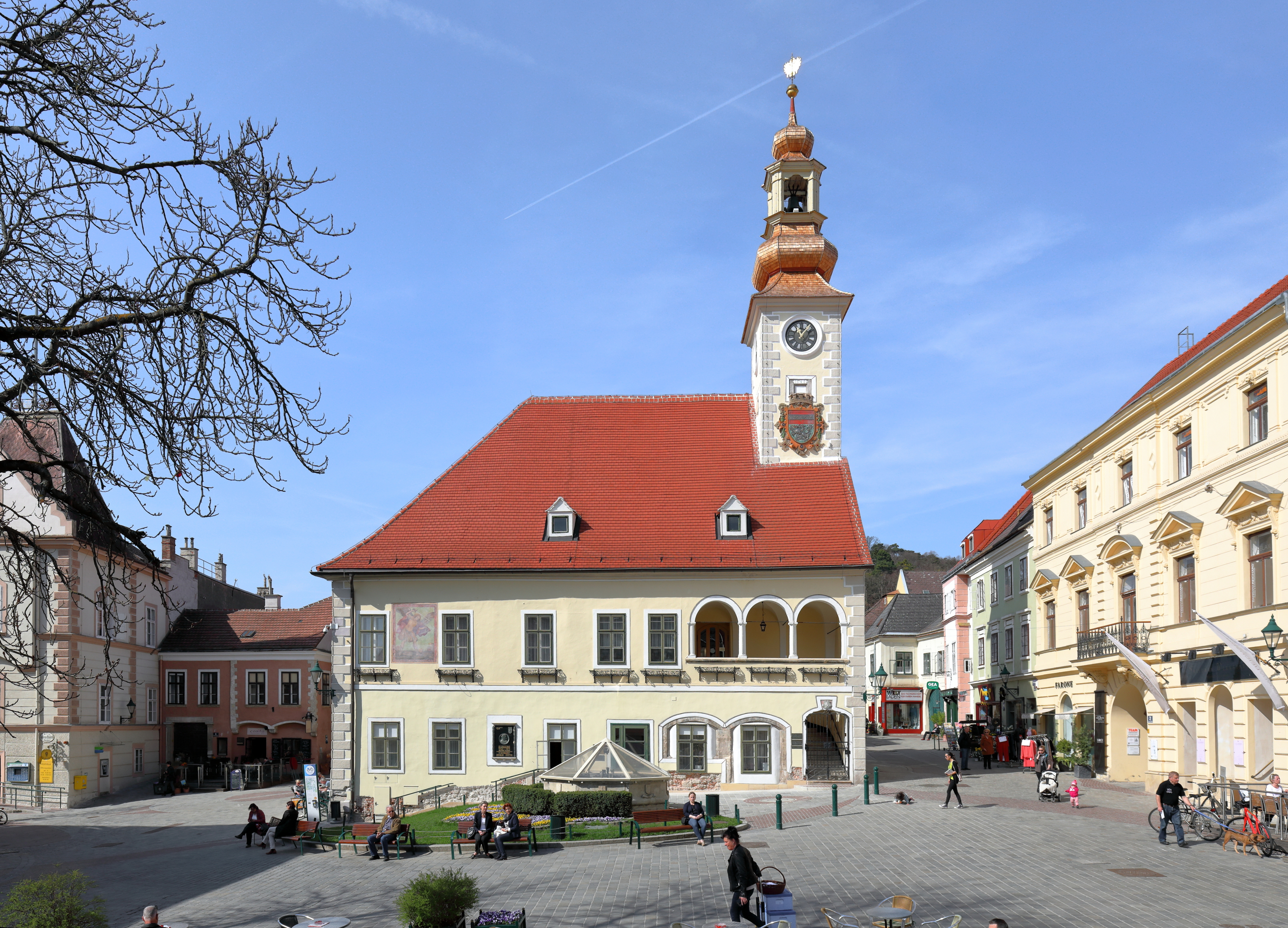
Altes Rathaus (2017)

Das Alte Mödlinger Rathaus steht frei im Schrannenplatz in der Stadtgemeinde Mödling im Bezirk Mödling in Niederösterreich. Das Alte Rathaus wird als Standesamt genutzt. Das Gebäude steht unter Denkmalschutz (Listeneintrag).

## Geschichte
Das Gebäude wurde anfangs wie der Platz mit Schranne bezeichnet. Es wird von einem gotischen und spätgotischen Kern im 14. und 15. Jahrhundert ausgegangen, mit einer Erweiterung im 17. Jahrhundert. Die dendrochronologische Untersuchung des Dachstuhles ergab die Jahreszahl 1669. Umbauten waren um 1700 und im 3. Drittel des 19. Jahrhunderts.

## Architektur
Das nordwestseitig frei im Schrannenplatz stehende zweigeschoßige Rathaus hat ein steiles Satteldach, welches nach Süden abgewalmt ist und einen asymmetrisch aufgesetzten Turmaufsatz zur Giebelfassade trägt.
Die Fassade ist ungegliedert mit unregelmäßigen Fensterachsen mit angeputzter Ortsteinquaderung und Kordongesims. Bemerkenswert ist ein offener Stiegenaufgang mit Renaissancegitter mit einer dreibogigen kreuzgratgewölbten Loggia im Obergeschoß mit Rundbogenarkaden mit toskanischen Säulen, welche zum Ende des 19. Jahrhunderts von fünf auf drei Arkaden durch Vermauerung reduziert wurde. Bei der Restaurierung im Jahre 1968 wurden spätmittelalterliche Baudetails in der Fassade freigelegt, im Osten segmentbogenartige Öffnungen von ehemaligen Verkaufsständen, im Süden ein Fragment eines profilierten Fenstergewändes. Der Turmaufsatz, mit 1548 bezeichnet, hat eine Eckquaderung und abgefaste Rechteckfenster und zeigt ein erneuertes reliefiertes Stadtwappen, von Karl Habenicht 1905/06 gestiftet. Der Doppelzwiebelhelm mit Glockenlaterne und Schindeldeckung wurde 1747 errichtet. Die Glocke goss 1684 Joachim Gross. Die Ostfassade des Rathauses zeigt ein Wandgemälde des hl. Michael aus dem 16. Jahrhundert, 1988 restauriert, und eine Gedenktafel zum Bürgermeister Jakob Thoma.
Im Erdgeschoß ist zum Teil ein Spitztonnengewölbe aus dem Ende des 14. / Anfang des 15. Jahrhunderts erhalten, die weiteren Tonnengewölbe und Kreuzgratgewölbe sind aus der 1. Hälfte des 16. Jahrhunderts. Das spätgotische Schulterportal hatte eine Eisenplattentüre, welche sich im Bezirksmuseum befindet. Der Rathaussaal im Obergeschoß mit einem Deckenmedaillon mit stuckiertem Doppeladler wurde 1900 vergrößert und 1988 restauriert. Im Keller befinden sich ehemalige Arresträume.